# 奈良県の市町村章一覧
奈良県の市町村章一覧（ならけんのしちょうそんしょういちらん）は、奈良県内の市町村に制定されている、あるいは制定されていた市町村章の一覧である。なお、一覧の順序は全国地方公共団体コード順による。廃止された市町村章は廃止日から順に掲載している。

## 市部
| 市         | 市章 | 由来                                                 | 制定日        | 備考 |
| ---------- | ---- | ---------------------------------------------------- | ------------- | --- |
| 奈良市     |      | 奈良八重桜に「奈」を配したもの                       | 1903年5月5日  | |
| 大和高田市 |      | 「タカダ」を図案化したもの                           | 1932年1月1日  | 高田町章として制定され、市制施行後に継承される                                                                                         |
| 大和郡山市 |      | 柳沢氏の花菱を図案化したもの                         | 1974年1月17日 | 江戸時代に制定され、町村制施行し、郡山町制時の1899年2月に郡山町章として再制定され、市制施行後に継承される 金魚をデザインした副章もある |
| 天理市     |      | 「天」で六つの円を表しかつ模様化し、梅花を形成される | 1954年9月24日 | |
| 橿原市     |      | 「カ」を図案化し、表したもの                         | 1956年2月11日 | 1956年9月5日に再制定される |
| 桜井市     |      | 桜の花弁を図案化したもの                             | 1956年9月1日  | |
| 五條市     |      | 「五」を金剛山の形に図案化したもの                   | 1958年10月1日 | |
| 御所市     |      | 「ご」を図案化したもの                               | 1958年3月31日 | |
| 生駒市     |      | 「生」を図案化したもの                               | 1971年11月1日 | 生駒町制時の1959年4月1日に制定され、市制施行後に継承された                                                                             |
| 香芝市     |      | 「カシバ」を図案化したもの                           | 1959年8月11日 | 香芝町章として制定されてから、1959年9月18日に再制定され、市制施行後の1991年9月20日に告示される                                         |
| 葛城市     |      | 2つの円で2町の合併を象徴している                     | 2005年2月19日 | 色は赤色と緑色が指定されている |
| 宇陀市     |      | 「う」を基にして4町との合併を表している              | 2006年1月1日  | 色は赤色・緑色・青色が指定されている                                                                                                   |

## 町村部
| 郡       | 町村     | 町村章 | 由来 | 制定日                 | 備考 |
| -------- | -------- | ------ | --- | ---------------------- | --- |
| 山辺郡   | 山添村   |        | 「やま」を図案化したもの | 1972年4月1日           | 制定前は作成されていなかった                                                                                              |
| 生駒郡   | 平群町   |        | 「平」を図案化したもの | 1970年12月1日          | 平群村章として制定され、町制施行後に継承される 制定前は作成されていなかった                                               |
| 生駒郡   | 三郷町   |        | 三つの（由来は町村制施行前の勢野村・立野村・南畑村）「soclety=社交的」を円に象り、連帯と協力を表している                                             | 1966年4月1日           | 町制施行と同時に制定される 1974年10月1日に告示される                                                                      |
| 生駒郡   | 斑鳩町   |        | まだら鳩のなかに「斑」を配している | 1947年2月              | 色は朱色が指定されている                                                                                                  |
| 生駒郡   | 安堵町   |        | 「安」を図案化したもの | 1971年2月12日          | 安堵村章として制定され、町制施行後に継承される 制定前は作成されていなかった                                               |
| 磯城郡   | 川西町   |        | 「カ」を図案化したもの | 1960年4月1日           | 川西村章として制定され、町制施行後に継承される                                                                            |
| 磯城郡   | 三宅町   |        | 「M」と「Y」を図案化したもの | 1986年12月19日         | 三宅村章（制定日不明（1965年以前には制定されていた））として制定され、町制施行後に継承される 制定前は作成されていなかった |
| 磯城郡   | 田原本町 |        | 「タ」を図案化したもの | 1958年7月1日           | |
| 宇陀郡   | 曽爾村   |        | 「そ」を図案化したもの | 1971年8月21日          | 制定前は作成されていなかった                                                                                              |
| 宇陀郡   | 御杖村   |        | 緑樹の一種である活宝樹を表し、オオタカが翼を羽ばたいているものを表したもの                                                                           | 1973年12月1日          | 1976年12月22日に規則化される 制定前は作成されていなかった                                                                 |
| 高市郡   | 高取町   |        | 「T」と三つの輪を表している | 1967年11月25日         | 制定前は作成されていなかった                                                                                              |
| 高市郡   | 明日香村 |        | 全体が飛ぶ鳥の姿、横に倒すと「明」を表し、図案化したもの                                                                                             | 1969年4月9日           | 明治100年記念事業の一環として制定される 制定前は作成されていなかった                                                      |
| 北葛城郡 | 上牧町   |        | まずは初代の上牧村章を基本とし、そこから「上」を図案化し、花弁は槇の葉と四つ葉のクローバーの組合せであり、行政機関の伸張を願って職業大別を表したもの | 1973年2月1日           | 2代目の上牧村章として制定され、町制施行後に継承される 1981年2月3日に告示される                                            |
| 北葛城郡 | 王寺町   |        | 「王」と「O」を組み合わせたもの | 1957年9月28日          | |
| 北葛城郡 | 広陵町   |        | 「広」を図案化したもの | 1958年1月17日          | |
| 北葛城郡 | 河合町   |        | 「河」を図案化したもの | 1971年7月1日           | 河合村章として制定され町制施行後に継承される 制定前は作成されていなかった                                                 |
| 吉野郡   | 吉野町   |        | 「よ」を図案化し、「よしの」を表したもの | 1968年9月21日          | 吉野町告示第53号によって制定される 制定前は作成されていなかった                                                           |
| 吉野郡   | 大淀町   |        | 「大淀」を図案化したもの | 1966年5月 （日付不明） | 1990年1月1日に施行され、1991年11月1日に再制定された 2代目の町章である                                                     |
| 吉野郡   | 下市町   |        | 外側の太線で「下」・内部に「市」を組み合わせて図案化したもの                                                                                         | 1958年3月12日          | |
| 吉野郡   | 黒滝村   |        | 深い山の連なりを表している | 1970年8月1日           | 制定前は作成されていなかった                                                                                              |
| 吉野郡   | 天川村   |        | 「てん」を図案化したもの | 1971年7月20日          | 色は濃い緑色が指定されている 制定前は作成されていなかった                                                                 |
| 吉野郡   | 野迫川村 |        | 「のせ川」を配している | 1973年4月1日           | 制定前は作成されていなかった                                                                                              |
| 吉野郡   | 十津川村 |        | 朝廷から賜った菱十を表している | 1863年7月25日          | 新十津川町の町章も同じである 1983年10月1日に告示第7号で告示される                                                         |
| 吉野郡   | 下北山村 |        | 人の和と未来へ向かって延びるさまを深山幽谷で表したもの                                                                                               | 1969年12月10日         | 制定前は作成されていなかった                                                                                              |
| 吉野郡   | 上北山村 |        | 「カ」を三つ組み合わせたもの | 1972年5月1日           | 1972年4月に決定されたものを同年5月1日に告示される 制定前は作成されていなかった                                            |
| 吉野郡   | 川上村   |        | 「かわかみ」の図案化 | 1972年2月19日          | 1972年3月11日に告示される 制定前は作成されていなかった                                                                    |
| 吉野郡   | 東吉野村 |        | 「h」と「y」を繋げたもの | 1974年4月1日           | 制定前は作成されていなかった                                                                                              |

## 廃止された市町村章
| 郡       | 市町村   | 市町村章         | 由来 | 制定日                            | 廃止日        | 備考                                                                                |
| -------- | -------- | ---------------- | --- | --------------------------------- | ------------- | ----------------------------------------------------------------------------------- |
| 磯城郡   | 大三輪町 | 作成されていない | 作成されていない | 作成されていない                  | 1963年4月1日  |                                                                                     |
| 生駒郡   | 三郷村   |                  | 不明 | 不明                              | 1966年4月1日  |                                                                                     |
| 宇陀郡   | 榛原町   |                  | 不明 | 不明                              | 1970年3月2日  | 初代の町章である                                                                    |
| 宇陀郡   | 大宇陀町 |                  | 不明 | 不明                              | 1970年10月1日 | 初代の町章である                                                                    |
| 北葛城郡 | 上牧村   |                  | 「上」を円形にして図案化してから丸型で表したものであり、発展向上天を衝くもので上を開けているもの                                             | 不明                              | 1973年2月1日  |                                                                                     |
| 吉野郡   | 大淀町   |                  | 不明 | 1962年1月15日                     | 1966年5月     | 初代の町章である                                                                    |
| 吉野郡   | 西吉野村 |                  | 二本の円を四つに区切って二四（西）と捩り、円内に「吉」を丸くして入れたもの                                                                   | 不明                              | 1988年7月1日  | 初代の村章である 制定前は作成されていなかった                                       |
| 北葛城郡 | 當麻町   |                  | 「当マ」を葛城連山を象徴して図案化したもの                                                                                                   | 1958年10月18日                    | 2004年10月1日 | 當麻村章として制定され、町制施行後に継承される                                      |
| 北葛城郡 | 新庄町   |                  | 三つの三角と円を表したもの | 1948年4月29日                     | 2004年10月1日 |                                                                                     |
| 添上郡   | 月ヶ瀬村 |                  | 月ヶ瀬梅林の花を基本として、「ツ」を図案化したもの                                                                                           | 1978年1月1日                      | 2005年4月1日  | 月ヶ瀬村告示第1号によって制定された 制定前は作成されていなかった                    |
| 山辺郡   | 都祁村   |                  | 「ツゲ」を図案化したもの | 1979年10月1日                     | 2005年4月1日  | 制定前は作成されていなかった                                                        |
| 吉野郡   | 西吉野村 |                  | 「にし」を図案化し、「に」は村の姿・「し」は融和と協調の精神を表し、中央の空白部分は村の地図を表したもの                                     | 1988年7月1日                      | 2005年9月25日 | 五條市立西吉野中学校の校章の一部に使用されている 2代目の村章である                  |
| 吉野郡   | 大塔村   |                  | 護良親王（大塔宮護良）が難を逃れてこの地に参られたと伝えられ、カシワの紋章はこの宮の紋章であることから、この紋章を当村の村章として用いたもの | 1972年頃 （具体的な年月日は不明） | 2005年9月25日 | 制定当時に就任していた岸本重継村長がこの作品を決定した 制定前は作成されていなかった |
| 宇陀郡   | 大宇陀町 |                  | 「大宇陀」を表したもの | 1970年10月1日                     | 2006年1月1日  | 2代目の町章である                                                                   |
| 宇陀郡   | 菟田野町 |                  | 「ウ」と「田」を表したもの | 1960年5月10日                     | 2006年1月1日  |                                                                                     |
| 宇陀郡   | 榛原町   |                  | 五つの「ハ」を図案化し、「榛」を表したもの                                                                                                   | 1970年3月2日                      | 2006年1月1日  | 2代目の町章である                                                                   |
| 宇陀郡   | 室生村   |                  | 「ムロウ」を図案化したもの | 1964年5月                         | 2006年1月1日  | 制定前は作成されていなかった                                                        |

### 書籍
- 小学館辞典編集部 編『図典 日本の市町村章』（初版第1刷）小学館、2007年1月10日。ISBN 4095263113。
- 近藤春夫『都市の紋章 : 一名・自治体の徽章』行水社、1915年。NDLJP:955061
- 中川幸也『シリーズ人間とシンボル第2号「都市の旗と紋章」』中川ケミカル、1987年10月11日。
- 丹羽基二『日本の市章 （西日本）』保育社、1984年5月5日。
- 望月政治『都章道章府章県章市章のすべて』日本出版貿易株式会社、1973年7月7日。
- NHK情報ネットワーク『NHKふるさとデータブック6 [近畿]』日本放送協会、1992年5月1日。

### 都道府県書籍
- 奈良新聞社『奈良縣年鑑1963』奈良新聞社、1962年10月1日。
- 奈良新聞社『奈良縣年鑑1964』奈良新聞社。
- 奈良新聞社『奈良縣年鑑1965』奈良新聞社。
- 奈良新聞社『奈良縣年鑑1966』奈良新聞社。
- 奈良新聞社『奈良縣年鑑1967』奈良新聞社。
- 奈良新聞社『奈良縣年鑑1968』奈良新聞社。
- 奈良新聞社『奈良縣年鑑1969』奈良新聞社。
- 奈良新聞社『奈良縣年鑑1970』奈良新聞社。
- 奈良新聞社『奈良縣年鑑1971』奈良新聞社。
- 奈良新聞社『奈良縣年鑑1972』奈良新聞社。
- 奈良新聞社『奈良縣年鑑1973』奈良新聞社。
- 奈良新聞社『奈良県年鑑2004』奈良新聞社。

### 自治体書籍

#### 北和（奈良市・大和郡山市・天理市・生駒市・山辺郡）
- 月ヶ瀬村役場『村報月ヶ瀬 昭和53年1月10日号』奈良県添上郡月ヶ瀬村、1978年1月10日。
- 月ヶ瀬村役場『月ヶ瀬村例規集』奈良県添上郡月ヶ瀬村。
- 都祁村役場『都祁村例規集』奈良県山辺郡都祁村。

#### 西和（生駒郡・北葛城郡）
- 三郷町役場『三郷町勢要覧 さんごう 1966』奈良県生駒郡三郷町、1966年。
- 香芝町史調査委員会『香芝町史』奈良県北葛城郡香芝町、1976年。
- 上牧町役場『広報あすか 昭和48年2月15日号』奈良県北葛城郡上牧町、1973年2月15日。
- 香芝町長公室秘書課『香芝町勢要覧1986 香芝町制施行30周年きのうからきょうへきょうからあすへ』奈良県北葛城郡香芝町、1986年5月。
- 香芝町役場『広報あすか 昭和34年8月20日号』奈良県北葛城郡香芝町、1959年8月20日。
- 香芝町役場『香芝町議会の会議録』奈良県北葛城郡香芝町。
- 當麻町役場『當麻町例規集』奈良県北葛城郡當麻町。
- 新庄町役場『新庄町例規集』奈良県北葛城郡新庄町。

#### 中和（橿原市・大和高田市・御所市・桜井市・磯城郡・高市郡）
- 三宅町役場『三宅町例規集』奈良県磯城郡三宅町。
- 明日香村役場『広報あすか 昭和44年4月15日号』奈良県高市郡明日香村、1969年4月15日。

#### 東和（宇陀市・宇陀郡）
- 大宇陀町役場『大宇陀町例規集』奈良県宇陀郡大宇陀町。
- 菟田野町役場『菟田野町例規集』奈良県宇陀郡菟田野町。
- 榛原町役場『榛原町例規集』奈良県宇陀郡榛原町。
- 室生村役場『室生村例規集』奈良県宇陀郡室生村。

#### 南和（五條市・吉野郡）
- 大淀町役場『大淀町勢要覧 1991』奈良県吉野郡大淀町、1991年。
- 大淀町役場『広報おおよど 昭和37年1月15日 第12号』奈良県吉野郡大淀町、1962年1月15日。
- 下市町役場『下市町例規集』奈良県吉野郡下市町。
- 吉野町役場『広報よしの 昭和43年10月10日号』奈良県吉野郡吉野町、1968年10月10日。
- 西吉野村役場『西吉野村例規集』奈良県吉野郡西吉野村。
- 黒滝村役場『黒滝村例規集』奈良県吉野郡黒滝村。
- 天川村役場『天川村例規集』奈良県吉野郡天川村。
- 十津川村役場『十津川村例規集』奈良県吉野郡十津川村。
- 上北山村役場『上北山村例規集』奈良県吉野郡上北山村。
- 下北山村役場『下北山村例規集』奈良県吉野郡下北山村。
- 川上村役場『川上村例規集』奈良県吉野郡川上村。
- 東吉野村役場『東吉野村例規集』奈良県吉野郡東吉野村。